# Kaffe
För andra betydelser, se Kaffe (olika betydelser).

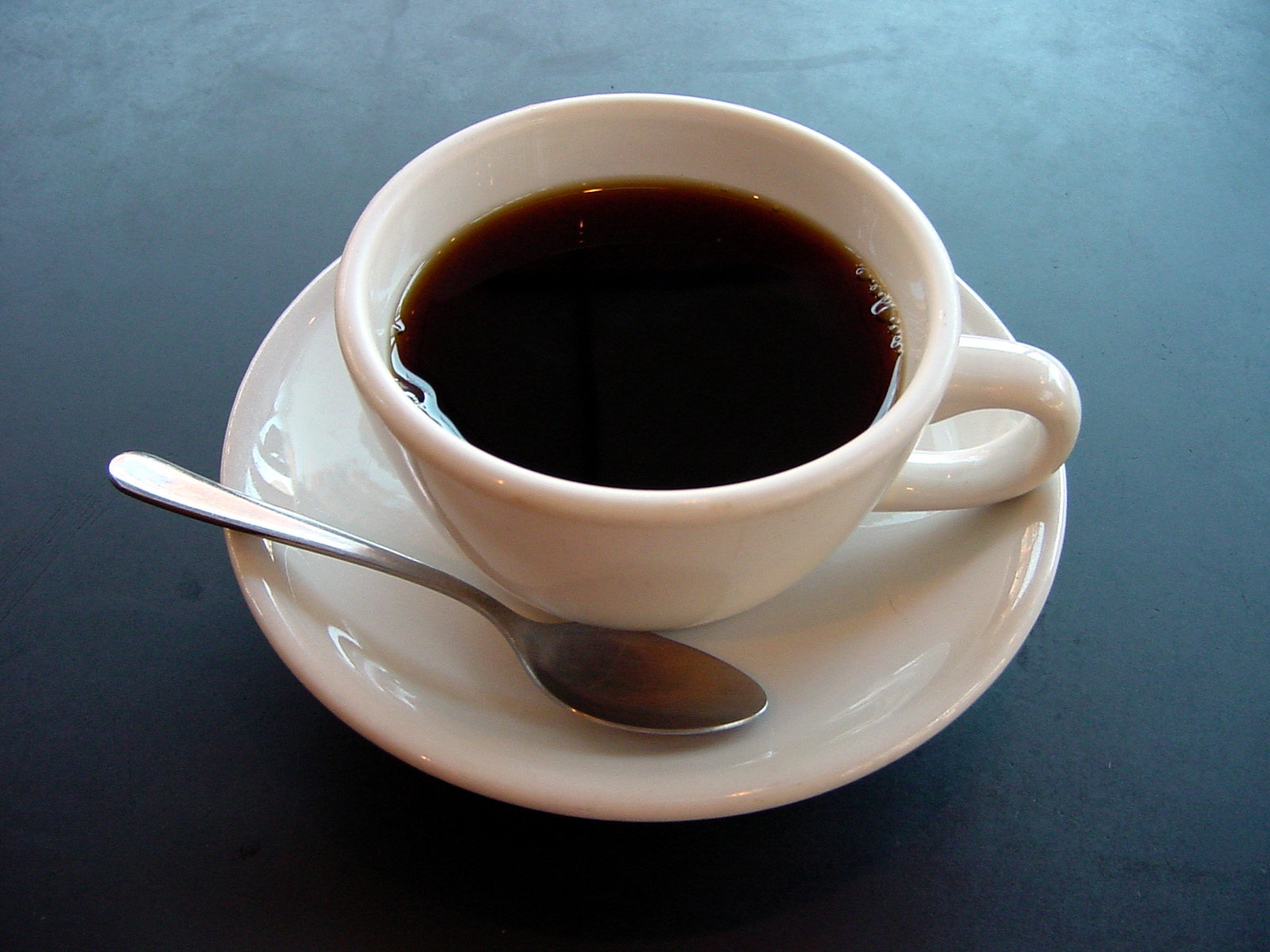
En kopp svart kaffe.

Kaffe är en dryck som tillverkas av kaffebuskens frön, kallade kaffebönor. Kaffebusken kommer ursprungligen från subtropiska Afrika och har därifrån exporterats till andra delar av världen.
Kaffedrickandet har sitt ursprung i Etiopien för två tusen år sedan och fick en spridning via Arabiska halvön till Turkiet. Kaffe importerades först som apoteksvara till Sverige under slutet av 1600-talet. Under 1800-talet tog kaffedrickandet rejäl fart i samband med koloniseringen av Afrika och Sydamerika där stora plantager kunde förse bland annat kolonialmakterna med bönor. Under 1900- och 2000-talet har drycken fått en starkare ställning i många länder i Afrika, Amerika och Europa. Finländare är den mest kaffedrickande nationaliteten, de dricker omkring 12 kilogram kaffe per person och år (2011).
Kaffe var i slutet av 1900-talet den vara som genererade näst mest exportinkomster för utvecklingsländer, efter olja. År 2010 producerades 7,4 miljoner ton kaffebönor. De främsta odlingarna ligger i Brasilien, Vietnam, Indonesien, Colombia och Etiopien.

## Arter

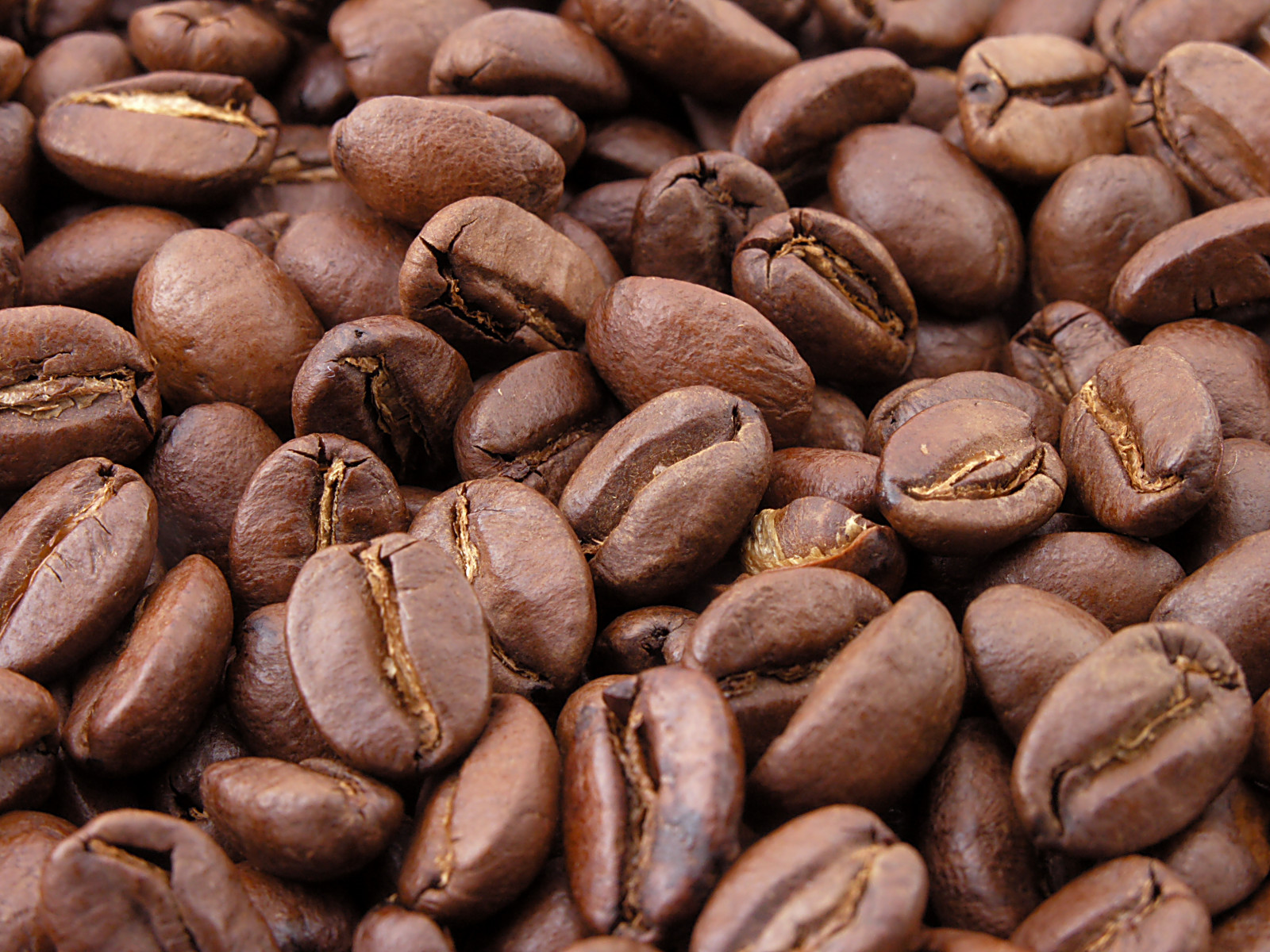
Rostade kaffebönor.

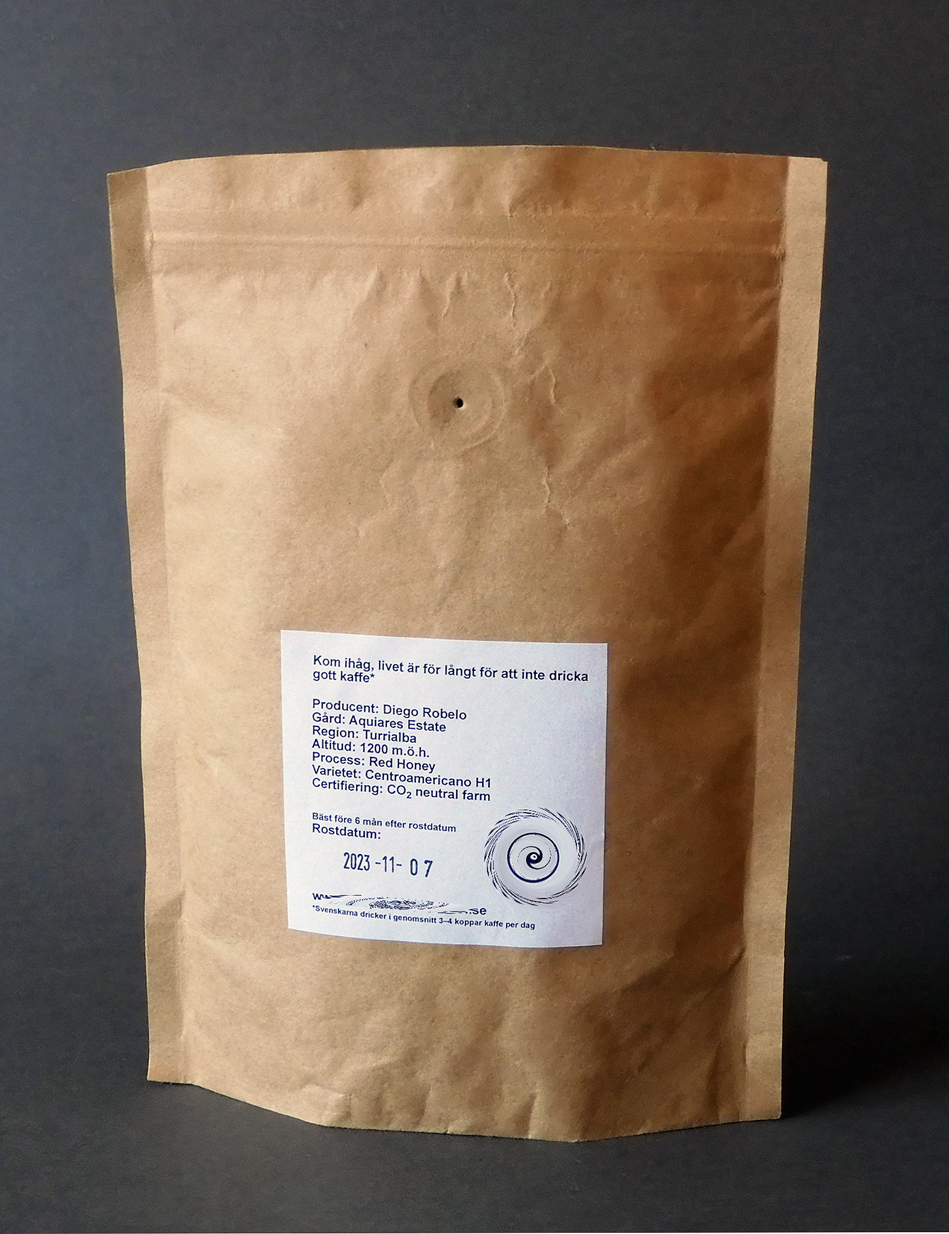
Specialpåse för kaffe med ziplås och envägsventil som förhindrar att påsen exploderar pga tryck från koldioxid, vilket kaffe ger ifrån sig efter rostning.

Sammanlagt finns omkring 100 kaffearter i släktet Coffea. Släktet består av städsegröna buskar eller små träd med ibland hög stam som kan bli upp till tio meter höga, om de inte klipps till plockvänlig höjd. Framförallt tre  arter odlas kommersiellt – arabiskt kaffe (Coffea arabica), liberiakaffe (Coffea libericadanius) och robustakaffe (Coffea canephora, även kallad Coffea robusta eftersom arten är relativt tålig). Ytterligare några arter odlas lokalt i framför allt Afrika.
Arabiskt kaffe är den art som är allra viktigast och anses ha den bästa smaken, robustabönor har en högre koffeinhalt och en del av högre kvalitet används i särskilda espressoblandningar samt allmänt i flera kaffeexporterande länder.
Kaffe innehåller det uppiggande ämnet koffein som i kroppen fungerar som en adenosinreceptorantagonist, har beta-adrenerg-lika effekter och ger en ökad urinproduktion genom vidgning av blodkärl i njurarna. Den typiska kaffedoften kommer från doftämnet furfurylmerkaptan, som även finns i vin i lägre doser.

## Etymologi
I kaffets ursprungsregion vid Afrikas horn heter kaffeplantan, -fröet/bönan och -drycken bun, bunna, eller liknande (tigrinska, amhariska och andra etiopiska språk). Ordet bunn används också i arabiskan, men drycken kallas vanligen för qahwa [qɒhwæ], men det är i det etiopiska höglandet kaffe upptäcktes. Det arabiska qahwa spred sig tillsammans med drycken först till Persien och Turkiet (kahve) och sedan till Italien och på andra vägar till Europa. Där ersattes sekvensen [hw] eller [hv] med [f:], så att det blev [kaf:e] i italienskan liksom även i svenskan. Den finska formen kahvi, som är inlånad från svenskan, är mer lik det turkiska uttalet.
Européerna gjorde sedan drycken och dess namn – ett av de mest spridda internationella orden – känd i alla delar av världen som araberna ännu inte hade nått.
Koffeinets upptäckare, den tyske kemisten Friedrich Ferdinand Runge myntade ursprungligen ämnet till det tyska språket närliggande Kaffein ("Der Kaffee", kaffet). Detta gled så småningom i internationell litteratur över till caffein(e)/koffein.

## Ursprung och spridning
| Placering                                                                                         | Land          | Produktion (ton)              |
| ------------------------------------------------------------------------------------------------- | ------------- | ----------------------------- |
| 1                                                                                                 | Brasilien     | 3 556 638                     |
| 2                                                                                                 | Vietnam       | 1 616 307                     |
| 3                                                                                                 | Indonesien    | 722 461                       |
| 4                                                                                                 | Colombia      | 720 634                       |
| 5                                                                                                 | Honduras      | 481 053                       |
| 6                                                                                                 | Etiopien      | 470 221                       |
| 7                                                                                                 | Peru          | 369 622                       |
| 8                                                                                                 | Indien        | 326 982                       |
| 9                                                                                                 | Guatemala     | 245 580                       |
| 10                                                                                                | Uganda        | 211 200                       |
| Källa: UN Food & Agriculture Organisation (FAO)                                                   |               |                               |
| Topp 10 konsumenter av kaffe - 2011                                                               |               |                               |
| Placering                                                                                         | Land          | Konsumtion (kg/person och år) |
| 1                                                                                                 | Finland       | 12                            |
| 2                                                                                                 | Norge         | 9,9                           |
| 3                                                                                                 | Island        | 9                             |
| 4                                                                                                 | Danmark       | 8,7                           |
| 5                                                                                                 | Nederländerna | 8,4                           |
| 6                                                                                                 | Sverige       | 8,2                           |
| 7                                                                                                 | Schweiz       | 7,9                           |
| 8                                                                                                 | Belgien       | 6,8                           |
| 9                                                                                                 | Aruba         | 6,8                           |
| 10                                                                                                | Kanada        | 6,5                           |
| Källa: Coffee consumption, World Resources Institute, från 8 februari 2011, <http://www.wri.org>. |               |                               |

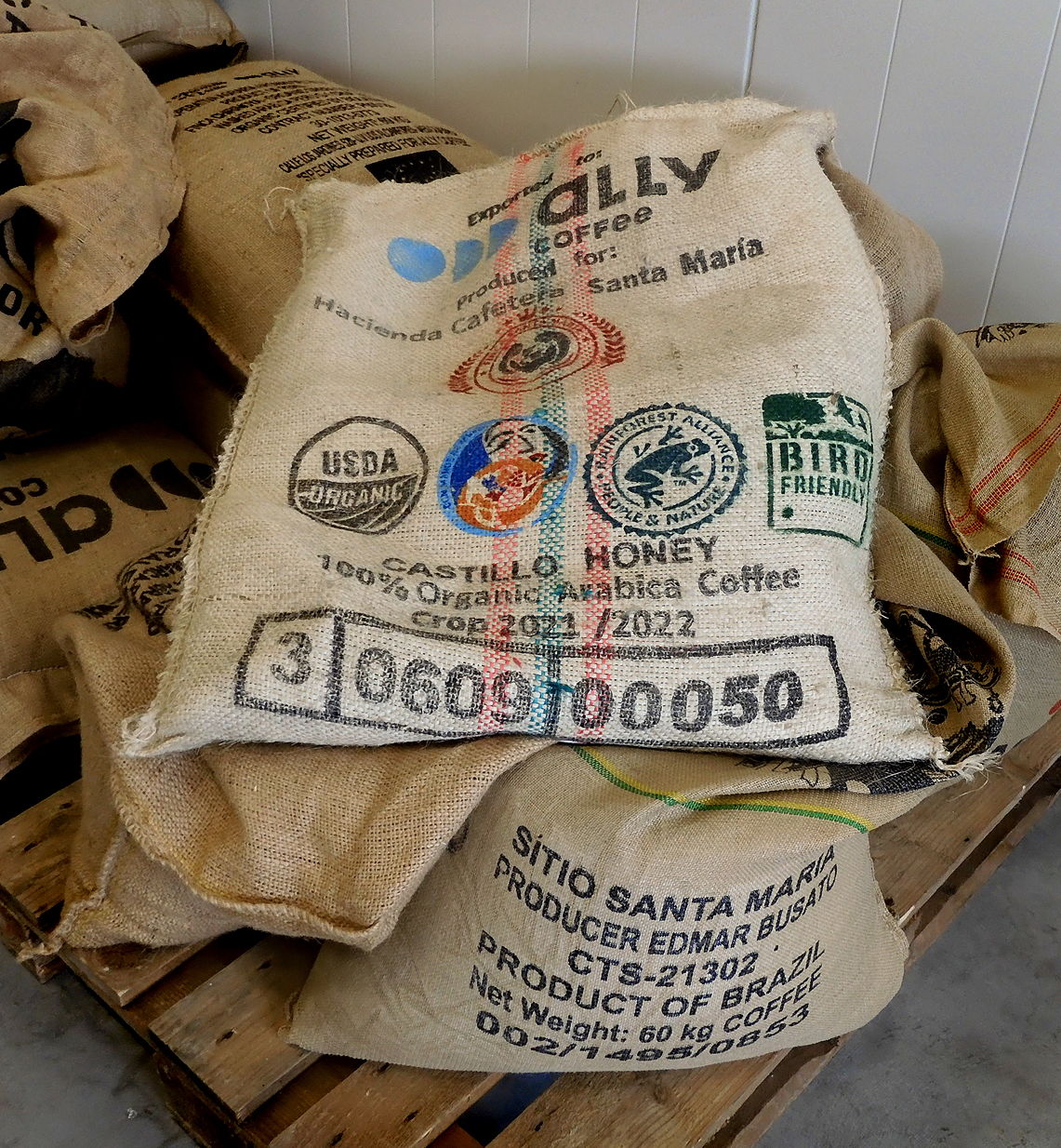
Kaffesäckar från Sydamerika.

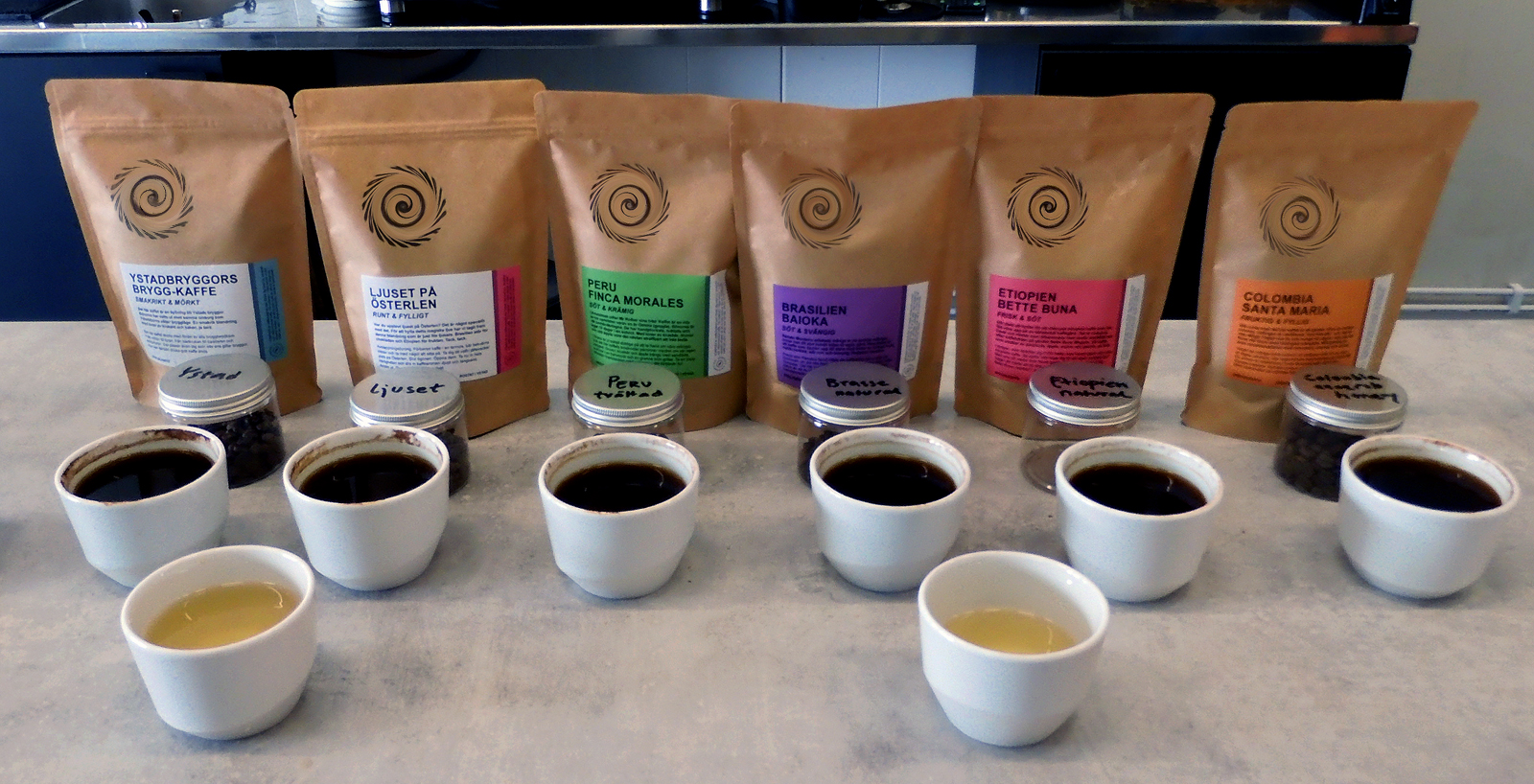
Ett arrangemang för en kaffeprovning, så kallad kaffekoppning.

Kaffebusken växer vilt i Etiopien där den också har sitt ursprung, och därifrån hämtades den senare till Arabiska halvön för odling och export. Från hamnen i Mocka vid rödahavskusten i Jemen skeppades bönor till andra länder. Därför finns det en kaffedryck som heter "mocka". En teori om kaffets ursprung är att en etiopisk herde vid namn Kaldi på 800-talet observerade att hans getter åt de röda bären från en buske och noterade hur energiskt getterna betedde sig efteråt. Denna historia dök dock inte upp i litteratur förrän 1671 och är troligtvis en myt.
I Istanbul fanns de första kaffehusen i mitten av 1500-talet. Till Europa kom drycken när Osmanska riket spred sig uppåt på Balkanhalvön. I samband med den osmanska belägringen av Wien 1683, då den osmanska armén förlorade och lämnade flera hundra kilo kaffe efter sig, kom kaffet till Centraleuropa för första gången.

### Kaffe i Sverige
Claes Rålamb är den förste svensk som skrivit om kaffe. Efter en längre tid som politiskt sändebud i Konstantinopel på 1650-talet, rapporterade han ofördelaktigt om dess smak hem till Sverige. Det första kaffet kom till Sverige 1685, vilket är belagt genom arkivkällor i Landsarkivet i Göteborg som visar att 425 gram kaffe inkom från Amsterdam på sommaren detta år. Inledningsvis såldes kaffet enbart på apotek i  Sverige, då den ansågs lindra och bota sjukdomar. Kaffets genombrott i Sverige tog fart på allvar i början av 1700-talet då den dåvarande svenska kungen Karl XII introducerade kaffet. Han var mycket förtjust i drycken och hade fått upp ögonen för den under sin tid i Turkiet. Under 1700-talets första hälft hade Stockholm ett femtiotal kaffehus. Vid 1756 års riksdag infördes förbud mot kaffedrickande, och blev någon ertappad med kaffedrickande utdömdes böter. Det var bondeståndet som genomdrev förbudet, som hämnd mot att husbehovsbränningen av brännvin hade förbjudits. Men 1769 hävdes förbudet och ersattes med en importtull. Nya kaffeförbud gällde 1794–1796, 1799–1802 och 1817–1823.
Kaffe ransonerades i Sverige under första världskriget. Den minimala kaffetilldelningen genom kort, och det under dåvarande förhållanden orimligt låga pris som Folkhushållningskommissionen åsatte varan, samverkade till en omfattande smyghandel med priser ända upp till 40 kr/kg i stället för det officiella kilopriset på 2,80 kronor. Förråden förnyades till stor del genom utsmuggling från Norge, där det tack vare Storbritannien fanns gott om kaffe till moderat pris. Det uppstod därför en livlig och lönsam smuggeltrafik, först på järnvägslinjerna och, när denna trafik blev stoppad, lite varstans över gränsen, särskilt i de ödsliga fjällbygderna. De som inte hade råd med smuggelkaffe – och det var största delen av svenska folket – försökte hjälpa sig fram med kaffesurrogat. Man plockade ek- och bokollon och hästkastanjer och grävde upp maskrosrötter som man rostade och brände "kaffe" av.
|                   | År   |      |       |       |        |        |         |
| 1740              | 1781 | 1830 | 1850  | 1881  | 1913   | 2007   |         |
| Ton               | 5,82 | 712  | 1 321 | 3 377 | 12 341 | 37 000 | 112 000 |
| kg/invånare       |      | 0,33 |       |       | 2,70   | 6,6    | 12,4    |
| Importtull öre/kg |      |      | 35    | 24    | 28     | 12     |         |

Enligt en undersökning som SCB gjorde år 2007 var Sveriges viktigaste ursprungsland för kaffe Brasilien med 41 % eller motsvarande 46 000 ton kaffe. Sedan följde Colombia med 17 %, Peru (8 %), Kenya (7 %), Etiopien (5 %), Guatemala (3 %), Honduras (3 %), Vietnam (2 %).

### Kaffe i Colombia
I Colombia finns en park, "Parque Nacional del Café", ungefär som en botanisk trädgård där både kaffeodling och beredning av kaffebönor kan studeras. Parken ligger i departementet (delstaten) Quindio strax väster om staden Armenia i anslutning till den viktigaste kafferegionen i Colombia bestående av de tre departementen Caldas, Quindio och Risaralda.

## Behandlingsprocess

### Plockning
En erfaren bärplockare kan samla in sex till sju korgar per dag. Den mogna frukten är röd och innehåller två frön. Beroende på odlaren så instrueras ibland plockarna att inte plocka de gröna bären, då bönorna i bären inte är mogna. Detta inträffar främst när man ska tillverka kaffe av bättre kvalitet där plockarna får bättre betalt för sitt arbete.
En blandning av gröna och röda bär, eller bara gröna, används för att ta fram billiga, massproducerade kaffebönor, karakteriserade av en sträng och bitter smak och en skarp grönaktig färg. Röda bär, med sin högre mängd aromatiska oljor och lägre halt av organisk syra, är mer välluktande, milda och mogna. Detta leder till att själva plockandet är ett av de viktigaste stegen i kaffeproduktion och har en stor betydelse för den slutgiltiga kvalitén hos produkten.

### Processmetoder

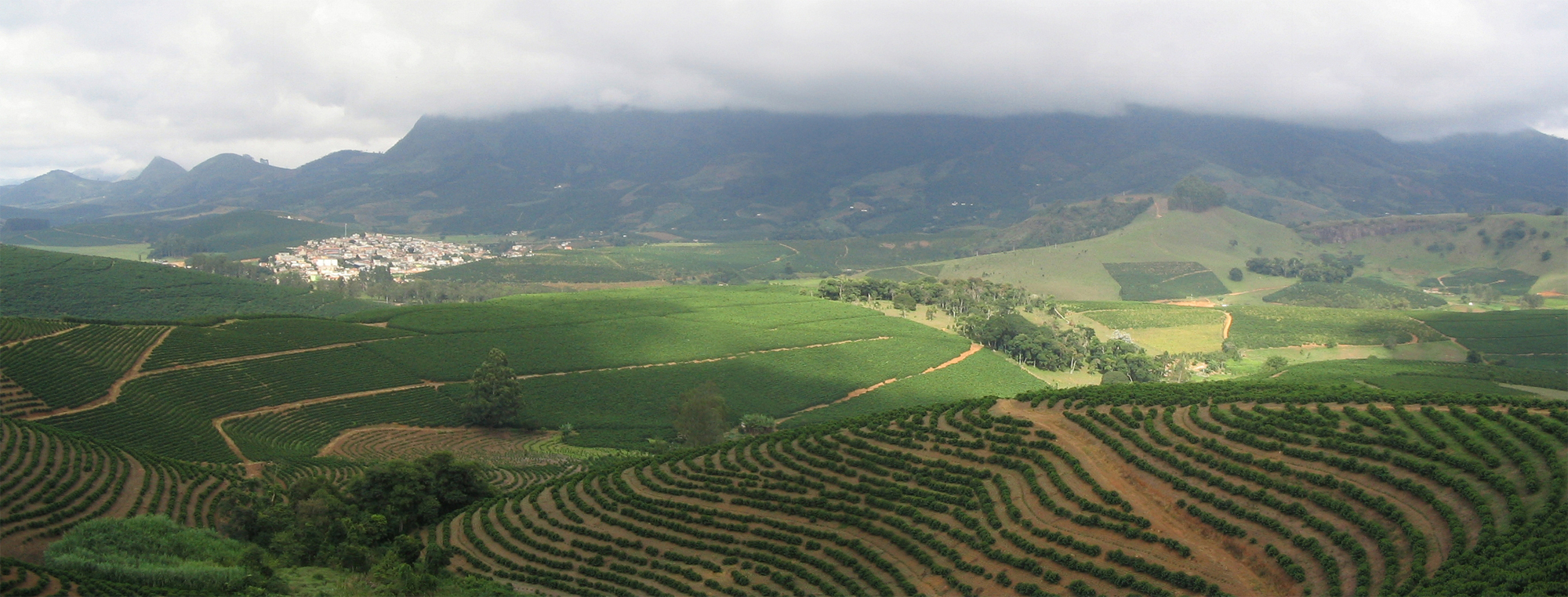
Plantage i São João do Manhuaçu City – Minas Gerais – Brasilien.

I varje kaffebär finns två (ibland ett) frön, som vi kallar bönor, innanför ett lager av fruktkött och omgiven av en pergamentliknande hinna. Det första steget efter plockning är att avlägsna fruktköttet på något sätt och förbereda bönorna för torkning, så kallad bearbetning eller process. Denna del av kaffeproduktionen påverkar smak och doft i allra högsta grad. Vid användning av processmetoden som kallas tvättning eller våt process, så tas fruktköttet snabbt bort genom blötläggning, skrubbning eller någon form av mekanisk metod till exempel skrapning. Kaffebönorna får sedan ligga i blöt under en viss period. Detta brukar ofta bidra till en något syrligare smak av kaffet. 
Vid processmetoden som kallas soltorkad, eller "natural" från engelskan, så tas inte fruktköttet direkt bort från bönorna, utan tillåts torka och till viss del jäsas. Detta skapar en smak med minskad syrahalt och starkare fyllighet och sötma. Görs detta på ett mindre bra sätt leder det lätt till en försämrad kvalitet av bönorna. Dessa är de två vanligaste processmetoderna runt om i världen, men det finns även andra processmetoder som alla sätter sin prägel på smaken och doften av kaffet.

### Torkning
Kaffebönorna sprids ut på ett större betong- eller stengolv där de soltorkas. Bönorna krattas till rader och sprids ut under flera dagar tills de är till största delen torkade. Efter detta beskrivs bönorna som "grönt kaffe".

### Sortering
Efter att bönorna har torkats sorteras de efter färg och storlek. Missfärgade, ruttna och skadade bönor tas bort. Detta görs för hand i främst fattiga länder, men på andra ställen, där manuell arbetskraft är dyrare, används avancerade maskiner som med hjälp av diverse kameror kan avgöra om både färg och storlek är rätt. Den automatiska sorteringen är kostnadseffektiv för stora producenter där kvalitet och kvantitet är viktiga faktorer inom produktionen.

### Åldrande
Ett debatterat faktum är att vissa gröna kaffen tros bli bättre med åldern. Detta gäller särskilt dem som värderas högt på grund av sin syrehalt, såsom kaffe från Indonesien och Indien. Ett flertal kaffeproducenter i dessa länder säljer bönor som fått åldras i så länge som tre år, med några åldrade i upp till hela åtta år.
De flesta kaffeexperter är dock överens om att smaken och fräschören blir som bäst efter ett år av åldrande, för när de får åldras för länge förlorar bönorna mycket av sin viktiga olja.

### Rostning

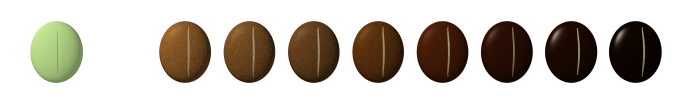
Nivåer på rostningsgrader.

#### Att rosta på egen hand
Rostat kaffe åldras vid påverkan av luft, varvid smaken försämras. Om kaffet är malt sker åldringen snabbare. Vakuumförpackat håller sig även malet kaffe åtminstone något år. Orostade bönor, råkaffe, håller sig bättre och finns att köpa i specialiserade butiker.
Det finns speciella rostningsmaskiner för hemmabruk, men orostade bönor går också bra att rosta i en vanlig hemmaugn. Fördelen med en rostningsmaskin är att man har större kontroll över processen, och att bönorna blåser runt för en så jämn rostning som möjligt.
Vid rostning i hemmaugn breds bönorna ut på en ugnsplåt, som placeras mitt i ugnen vid 225 °C. Bönorna vänds med stekspade ett par gånger under rostningen för att slutresultatet ska bli så jämnt som möjligt. Rostningen tar 10–13 minuter. Det är viktigt att ha rostningen under noggrann uppsikt, ty det går fort på slutet. När bönorna börjar hoppa och låta som poppande popcorn, är det snart dags att plocka ut plåten. Nu avgörs den rostningsgrad man vill ha. Den övre gränsen är nådd, när bönorna blir blanka och svettiga. Då måste plåten tas ut, eftersom det är de smakrika oljorna som tränger ut från bönorna och förångas. När önskat resultat uppnåtts, ska de färdigrostade bönorna kylas av så fort som möjligt. De ska sedan förvaras i burk med tätslutande lock, och gärna i kylskåp. Bönorna bör förbrukas inom 1–2 veckor.
På "vedspisens tid" rostades bönorna ovanpå spisen i en speciell lockförsedd panna, som kallades kaffebrännare.

### Malning

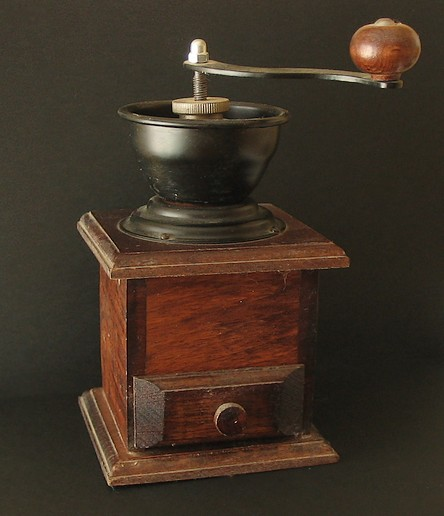
En gammaldags handdriven kaffekvarn.

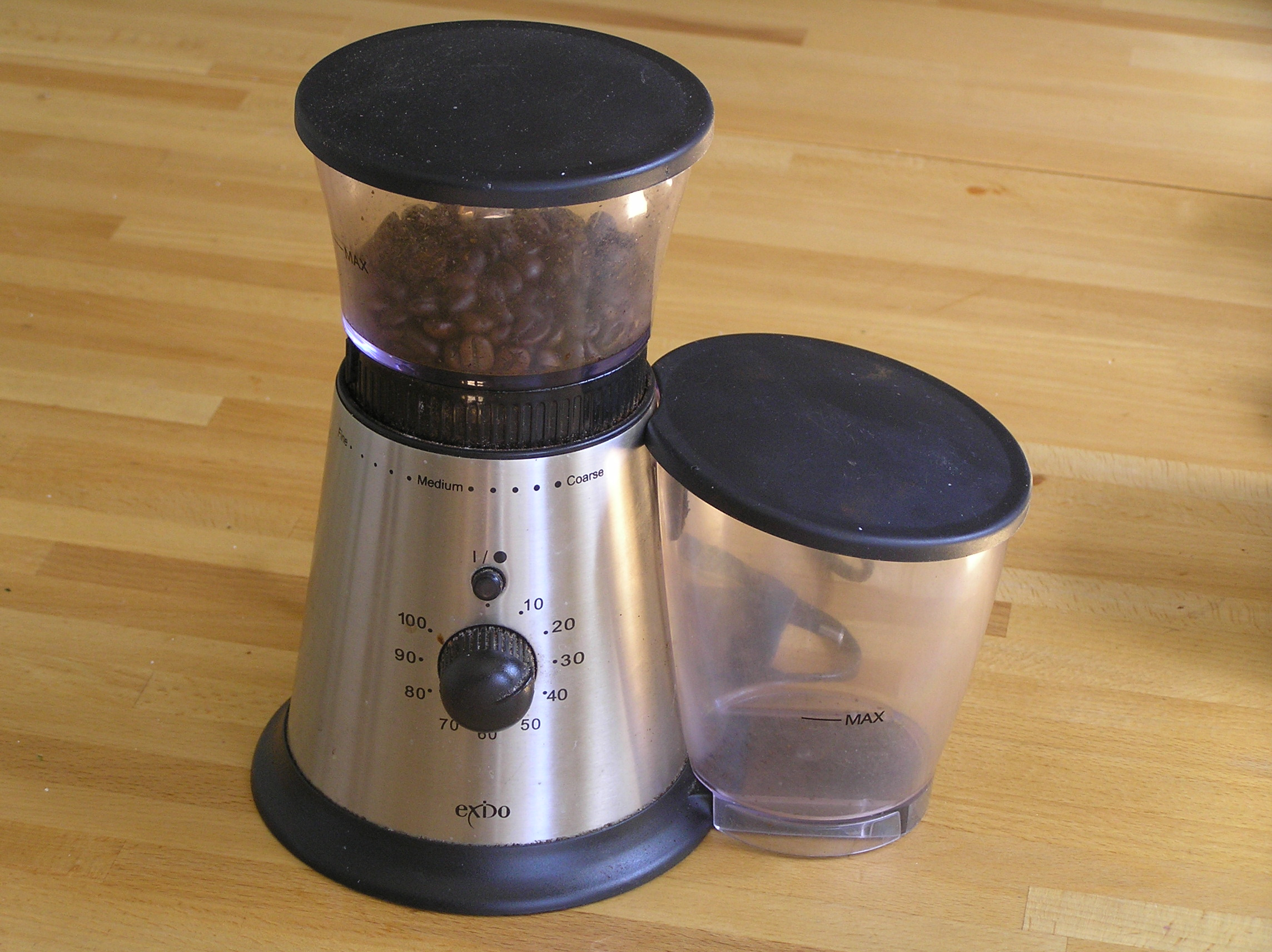
En modern elektrisk kaffekvarn.

För olika beredningsmetoder gäller olika malningsgrader. Kaffe avsett för melittabryggare fungerar till exempel inte till espressomaskiner. Regeln är att ju längre tid kaffet har kontakt med vattnet desto grövre malt bör kaffet vara. I en pressobryggare har till exempel kaffet och vattnet kontakt i cirka fem minuter, och således måste kaffebönorna vara riktigt grovt malda för att kaffet inte ska bli för beskt. I en mokabryggare eller espressomaskin däremot pressas vattnet igenom det malda kaffet under kort tid och kaffebönorna måste därför vara ytterst finmalda för att kaffet ska få en kraftig och fyllig smak. Mellan dessa två extremer ligger perkolatorbryggning och vanlig filterbryggning (bryggkaffe). Bönor till filterbryggning bör vara medelgrovt malda åt det finare hållet, medan perkulatorbryggaren bör använda aningen mer grovmalda bönor.
Kokkaffe kräver grov malningsgrad.
Även inom ett givet område som espresso varierar malningsgraden. För en barista börjar varje arbetsdag med att ställa in kaffekvarnen och kaffemaskinen så att espresson blir perfekt. Bönornas rostningsgrad och blandning kan variera och bland annat lufttrycket kan påverka vilken malningsgrad som ger den perfekta s.k. creman (skummet) och smaken i varje kopp.
För att verkligen njuta av gott kaffe mal man tillräcklig mängd bönor för varje tillfälle och beredningsmetod. Detta eftersom ett malt kaffe arommässigt inom några timmar förstörs vid kontakt med luft, ljus eller värme. Även vid sval och lufttät förvaring behåller malt kaffe sina fina aromer endast i runt tio dagar. Av denna anledning är det till stor fördel att själv mala sitt kaffe om man vill ha en jämn, hög kvalitet på sitt kaffe. När det gäller färdigmalet kaffe försämras aromerna sakta men säkert från det att paketet öppnats.
I helautomatiska espressomaskiner mals varje gång den mängd bönor som behövs för en kopp. Då blir kaffet bara sekunder gammalt i malet tillstånd, innan det extraheras.
I mitten på 1900-talet hade livsmedelsbutikerna enbart omalet kaffe i lager, som på begäran kunde malas i butikens kvarn, medan kunden väntade. I specialiserade kaffebutiker fanns flera kvarnar, var och en inställd för olika malningsgrad. De hade stora gummirepdrivna svänghjul med en gemensam elmotor som var igång hela dagen, och hela maskineriet var ofta uppställt som ett rörligt blickfång i butikens skyltfönster.

## Kulturhistoria

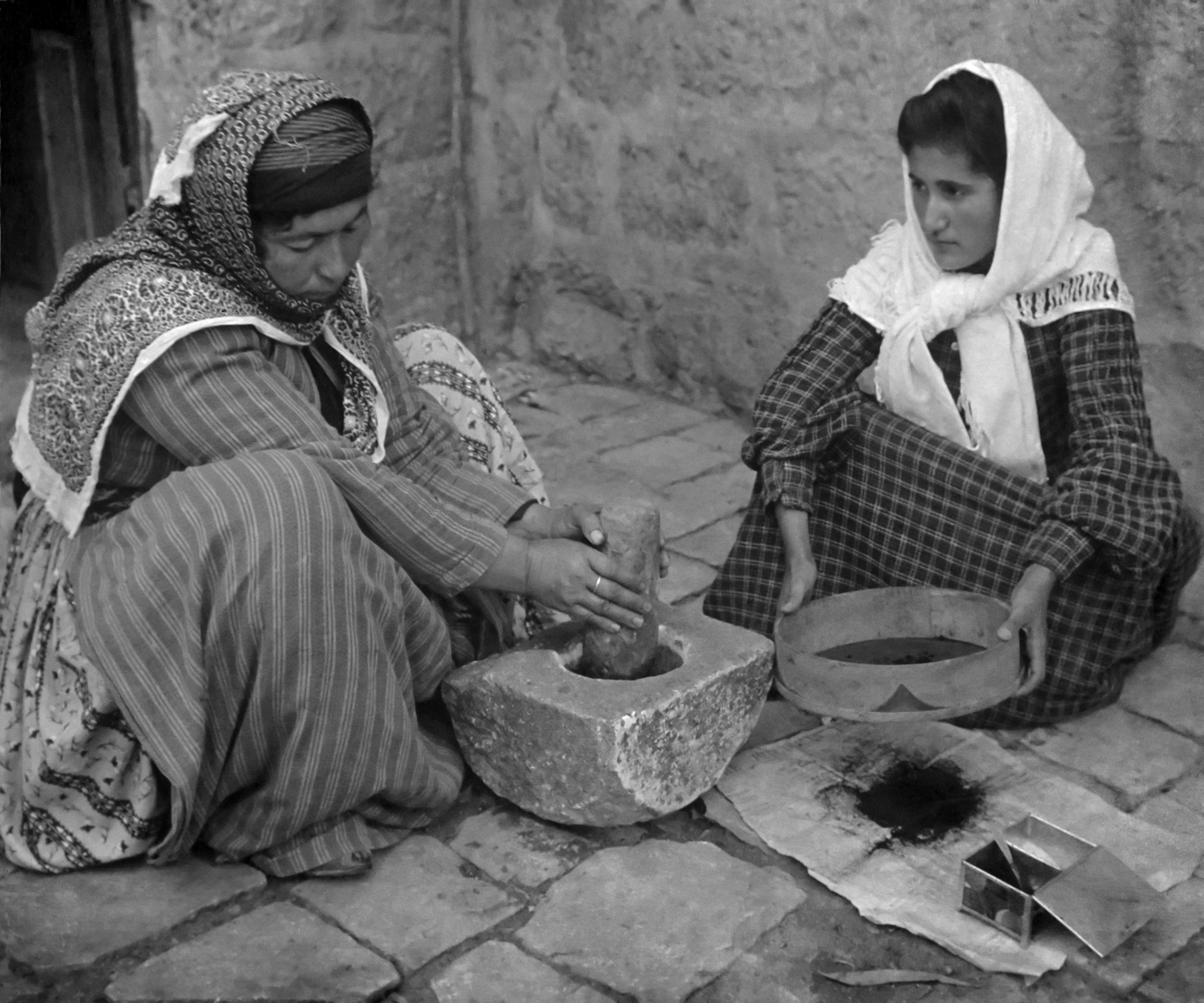
Två kvinnor som mal kaffe på traditionellt vis i Palestina 1905.

### Bakgrund
Kaffebuskar växer på det etiopiska höglandet, där man för cirka 2000 år sedan började tillaga varmt kaffe på bönorna från kaffebusken. Omkring år 1000 nådde kaffebönorna arabiska handelsmän, som tog med sig bönorna hem till kalifatet. Kaffe blev en alltmer uppskattad dryck i arabvärlden, där svart starkt kaffe hade en väldigt uppiggande effekt. Kaffe blev även populärt i Turkiet, och lever vidare i turkiskt kaffe.
Kaffe nådde de europeiska hoven omkring renässansen men var då en mycket dyrbar dryck från arabvärlden som tillagades på arabiskt vis. 1600-talet står som ett sekel där kaffet fick sitt genombrott i den europeiska kulturen. Upptäckten av Latinamerika betydde att européerna fick tillgång till en kontinent präglat av ett klimat som liknade det som fanns på det etiopiska höglandet och som visade sig vara mycket väl lämpat för kaffeodling (se även plantage).

### Introduktion i Europa
År 1683 drog sig turkarna undan från sin belägring av Wien. Bland det som stadens invånare fann efter turkarnas härläger fanns flera hundra säckar med kaffe. Stadsborna sägs ha fått smak för drycken, och så påbörjades uppkomsten av kaffehus. Under 1700-talet blev kaffehusen i Europa en intellektuell mötesplats och en fristad från myndigheternas inblandning, då kontrollen av kaffehusen till en början var mycket släpphänta från myndigheternas sida.
I London blev kaffet tillgängligt för allmänheten 1652. Smaken för den aromatiska och stimulerande drycken spridde sig hastigt i den brittiska huvudstaden. Kaffehus uppstod och blev samlingsplatser för den litterära, bildade och politiska världen. Först två årtionden efteråt öppnades kaffehus i Frankrike, det första i Marseille 1671, frånsett ett litet krypin i Paris två år tidigare. I Frankrike tog bruket snabbt fart och snart hade huvudstaden cirka 300 olika kaffehus, där franska och utländska tidningar tillhandahölls och litteratur, konst, nyheterna för dagen och till och med politik diskuterades med stor frihet. Tysklands första kaffehus öppnades 1680 i Hamburg. Även Italien och Holland följde exemplet, men ingenstans nådde kaffehuslivet en sådan social betydelse som i England och Frankrike. I Tyskland blev kaffe nationaldryck först under 1700-talets lopp.
Kaffet bidrog i Europa till att minska den omåttliga förbrukningen av vin och öl vid alla tider av dagen, en sed som, nedärvd från medeltiden, ännu under 1600-talet var vanlig även inom de högsta kretsarna. 
Kaffebönor var samtidigt mycket dyrbara, och tidvis rådde importförbud under 17– och 1800-talen, så även i Sverige. Man var rädd för spekulationsaffärer i kaffebönor skulle leda till att valuta hamnade utanför landet vilket kunde orsaka ekonomiska kriser. Kaffeförbud har rått i Sverige i flera omgångar under perioden 1756–1822. Det första infördes 1756, tydligen som en hämnd från bondeståndet i ståndsriksdagen på de andra ständerna, för att bönderna inte fick rätt till fri brännvinsbränning. Därefter rådde förbud 1766–1769, 1794–1796, 1799–1802 och slutligen 1817–1822. Konsumtionsskatt på kaffe infördes första gången 1747 och importavgift 1769. Kaffeförbuden stötte dock varje gång på hårt motstånd från inte minst borgarståndet, som tillhörde bland de största kaffekonsumenterna vid denna tid. Ofta vidaredrevs kaffehusen illegalt, något som förstärkte deras ställning som en fristad i samhället.

### Kolonialvara och global spridning
Under 1800-talet utökades kaffeodlingarna genom européernas nya besittningar i Afrika där kaffeplantager drevs. Kaffet blev därmed under sena 1800-talet en allemansvara som även arbetarklassen hade råd med att dricka. Då köpte man kaffebönor som man rostade och malde själv. Färdigrostat och färdigmalet kaffe blev vanligare först under senare delen av 1900-talet. Kaféer blev allt vanligare förtäringsinrättningar.
Under 1900-talet ökade konsumtionen av kaffe över hela västvärlden. Kaffe är den vanligaste drogen i världen (2011). Kaffedrickarna är fler än de som nyttjar alkohol. Jämfört med antalet nikotinister uppskattas koffeinisterna vara tre gånger fler.
Odling sker i flera länder längs med ekvatorn i såväl Sydamerika, Asien, Afrika och Centralamerika. Brasilien är världens största producent med över 1/3 av världens globala produktion, följt av Vietnam, Colombia och Indonesien (2020).

### Spå i kaffesump
Sedan tidigt 1500-tal finns en tradition av att spå i kaffesump (restprodukten vid kaffetillverkning). Traditionen föddes i samband införandet av det finmalda turkiska kaffet, där en del av sumpen följde med ner i koppen och efter uppdrucken kopp kunde användas till att uttolka sumpens utseende (för dem som trodde på spådomarnas kraft).

## Tillredning

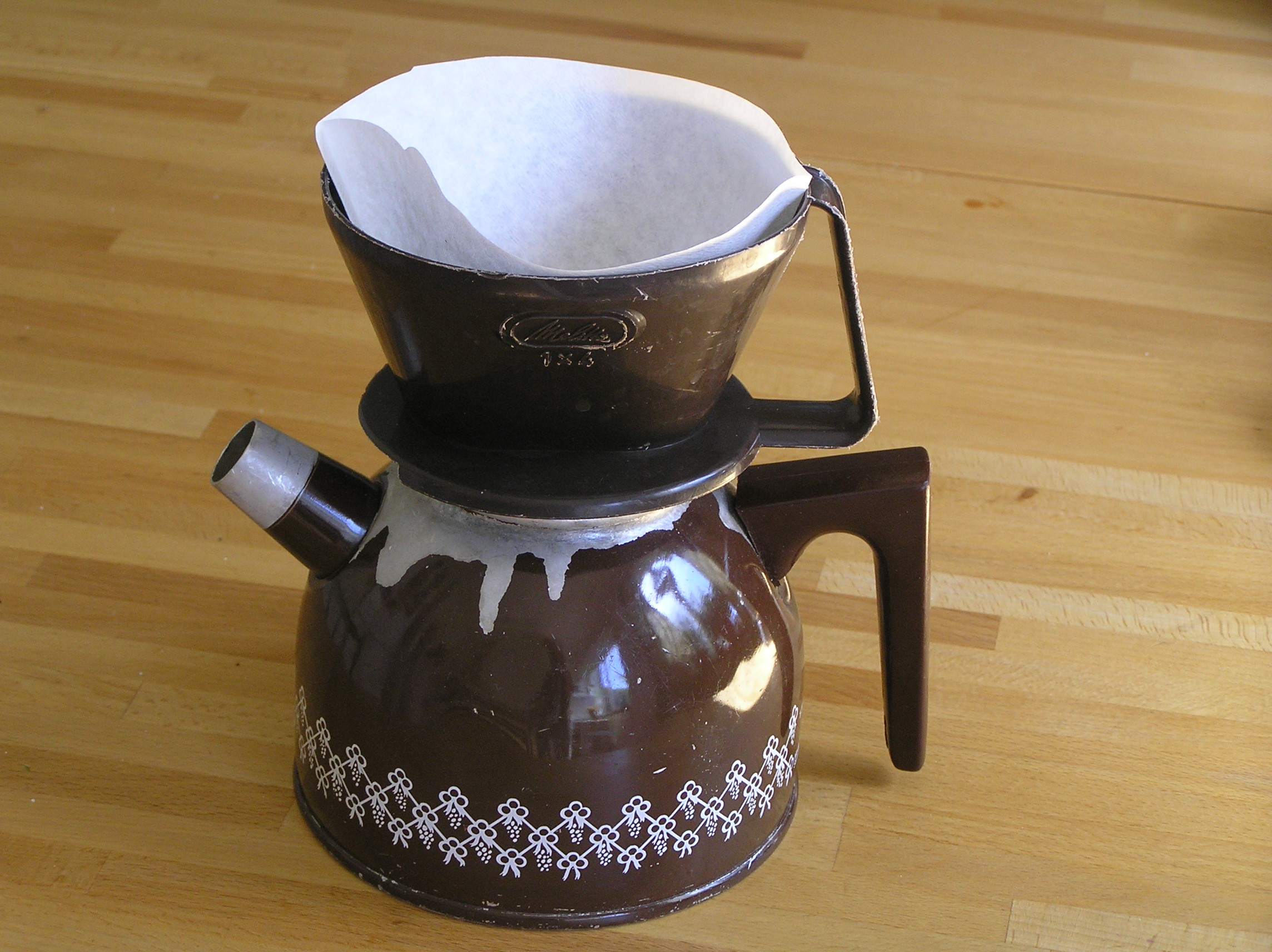
En kaffekanna med filterhållare samt filter.

Kaffe kan tillredas på flera olika sätt bland annat genom:
- Kokning: 
  - Kokkaffe
  - Turkiskt kaffe
  - Perkolatorkaffe
- Tryck: 
  - Espresso tillreds i espressomaskin eller i en caffettiera.
  - Moka tillreds i mokabryggare
- Gravitation: 
  - Filterkaffe tillreds i kaffebryggare eller genom att hälla kokande vatten genom ett filter i en filterhållare ovanpå en kanna eller en kopp.
- Dragning: 
  - Fransk presskanna, cafetière, pressobryggare.

## Kaffesorter
De vanligaste kaffesorterna är
- Brasilkaffe som framställs huvudsakligen av arabiskt kaffe odlat i Brasilien

- Colombiakaffe som framställs uteslutande av arabiskt kaffe odlat på Andernas sluttningar.

- Javakaffe som framställs av arabiskt kaffe odlat i Indonesien

- Mocka (äkta mocka) som framställs av arabiskt kaffe (Coffea arabica var. mocka) och är uppkallat efter utskeppningshamnen Mocka. Troligen är detta den mest ursprungliga smaken på kaffe.

Numera används beteckningen mocka om allt kaffe som smakar som mockakaffe och knyts inte till någon speciell varietet eller sort.
- Afrikanskt kaffe som framställs huvudsakligen av den afrikanska robustakaffe.

Kaffebönor från Etiopien

## Koffeininnehåll
Hur mycket koffein färdigt kaffe innehåller beror främst på vilka kaffesorter som används och hur mycket kaffepulver som doseras per kopp. Robustabönor har till exempel ett högre innehåll av koffein än arabicabönor. Ett test av ett antal bryggkaffesorter som säljs i Sverige visade att de flesta innehöll 12–13 mg koffein per gram pulver. De blandningar som innehöll robustabönor (vilket ofta billigare bryggkaffe gör) hade genomgående högre koffeinhalter, 18–20 mg/g.
Koffein är lättlösligt i vatten och därför spelar mängden vatten som används per kopp inte så stor roll – en espresso innehåller till exempel ungefär lika mycket koffein som en kopp bryggkaffe eftersom mängden kaffepulver är ungefär densamma.
Kaffe innehållande koffein har en diuretisk (vätskedrivande) effekt, även om enstaka studier har visat motsatsen.

## Koffeinfritt kaffe (Decaf)
Koffeinfritt kaffe, även kallad decaf, kallas det när koffeinet nästan är helt borttaget genom särskild kemisk process. Även om namnet säger koffeinfritt, så innehåller koffeinfritt kaffe i genomsnitt 3 mg koffein per kopp. Koffeinfritt kaffe förlorar vanligtvis något av sin arom och kan bli något bittrare. Det görs försök att få fram koffeinfria bönor genom att korsa arabiskt kaffe med andra arter, som saknar koffein.

## Kaffedrycker

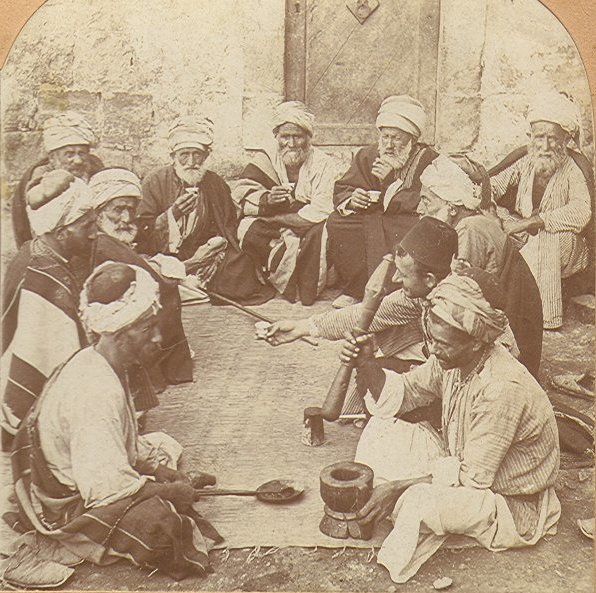
Kaffehus i Palestina.

Ett urval av drycker med kaffe som bas:
- Café noir
- Café au lait
- Caffè americano
- Caffè latte
- Caffè macchiato
- Cappuccino
- Cortado
- Espresso
- Iced Coffee
- Irish Coffee
- Kaffekask
- Latte macchiato
- Ristretto
- Wiener melange
- Ponce livornese